# المغارب (الحديدة)

تعديل مصدري - تعديل

المغارب هي إحدى قرى مديرية برع، التابعة لمحافظة الحديدة اليمنية، بلغ تعداد سكانها 1108 نسمة حسب الإحصاء الذي أجري عام 2004.